# Schwall-Weiher östlich Achberg

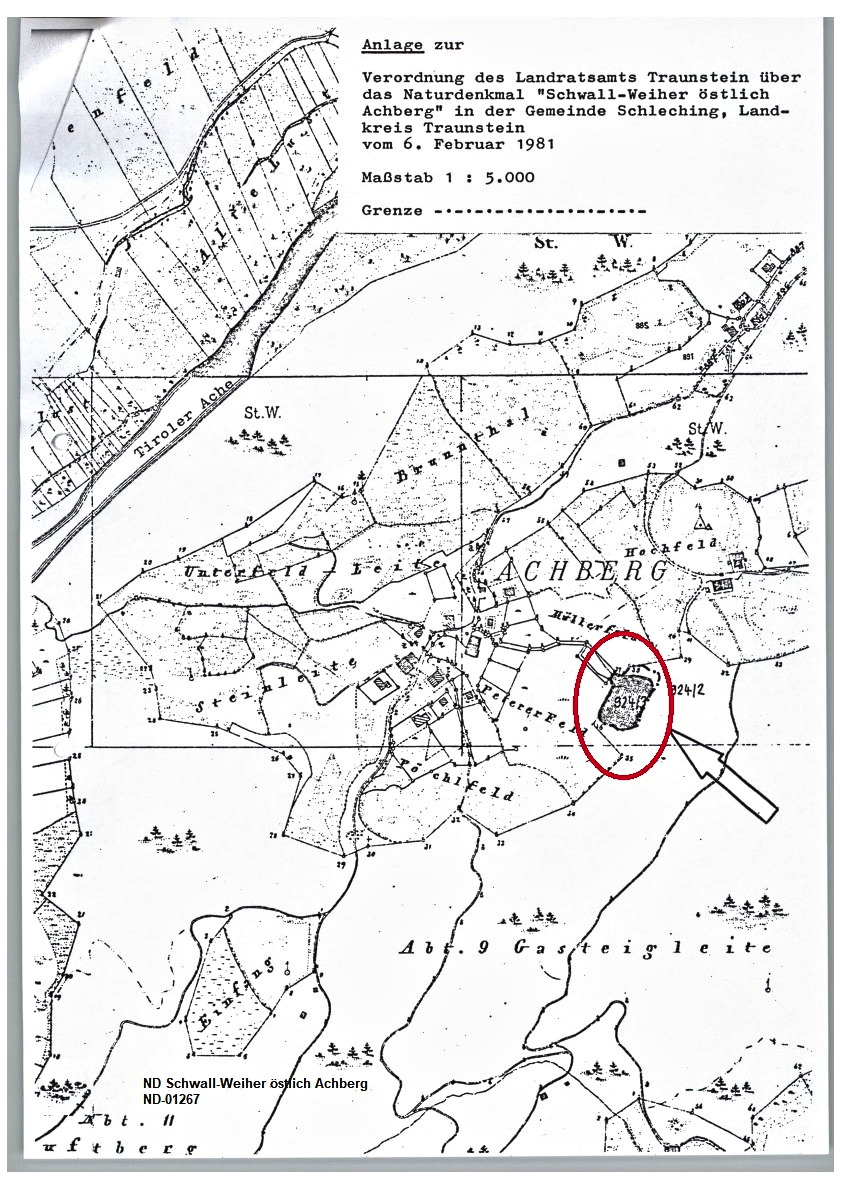
Lageplan Amtsblatt

Der Schwall-Weiher östlich Achberg in der Gemeinde Schleching ist ein 0,40 ha großes flächenhaftes Naturdenkmal im Landkreis Traunstein.
Es erhielt im Februar 1981 durch Verordnung des Landratsamtes Traunstein den Schutzstatus und wird vom Bayerische Landesamt für Umwelt unter der Nummer ND-01267 gelistet.

## Schutzzweck
Der kleine See mit Verlandungsbereich östlich Achberg ist als  flächenhaftes Naturdenkmal zu schützen, da es sich hier qualitativ um ein hochwertiges Biotop handelt und seine Erhaltung wegen seiner hervorragenden Eigenart und Seltenheit, seiner ökologischen, wissenschaftlichen, floristischen und faunistischen Bedeutung im öffentlichen Interesse liegt.